# Jay and Silent Bob Strike Back
Jay and Silent Bob Strike Back (conocida en España como Jay y Bob el Silencioso contraatacan y en Hispanoamérica como Jay y el silencioso Bob) es la quinta película de Kevin Smith, famoso por sus películas de culto como Clerks, Mallrats y las más comerciales y exitosas Chasing Amy y Dogma. El título y el logo son referencias a la segunda película de Star Wars: El Imperio contraataca.
En ese momento, Kevin Smith dijo que sería la última película protagonizada por Jay y Bob el Silencioso. Pero se retractó cuando anunció que los personajes aparecerían en Clerks II (2006). Esta película hace numerosas referencias a las primeras películas de Kevin Smith, incluyendo la aparición de muchos personajes de sus anteriores películas (aparte de los propios Jay y Bob, por supuesto).

## Sinopsis
Jay y Bob el silencioso descubren que su viejo amigo, Banky Edwards, les ha vendido. Parece ser que ha ido a Hollywood a producir una película basada en el cómic sobre el alter ego del uno y del otro, Bluntman & Chronic, protagonizada por dos populares jóvenes actores de Hollywood (Biggs y Van Der Beek) en el papel de la pareja. Los verdaderos Jay y Bob el silencioso se quedan pasmados ante la noticia, y después destrozados al descubrir que están siendo criticados por Internet por vender su historia. Sólo hay una manera de salvar sus manchadas reputaciones: dirigirse hacia Hollywood para sabotear la producción.

## Reparto
| Actor                     | Personaje                                     |
| ------------------------- | --------------------------------------------- |
| Jason Mewes               | Jay                                           |
| Kevin Smith               | Bob el Silencioso                             |
| Shannon Elizabeth         | Justice                                       |
| Will Ferrell              | Marshal Federal de Vida Silvestre Willenholly |
| Ali Larter                | Chrissy                                       |
| Eliza Dushku              | Sissy                                         |
| Jennifer Schwalbach Smith | Missy                                         |
| Wes Craven                | Él mismo                                      |
| Mark Hamill               | Él mismo (Rompe-pollas) / Voz de Scooby-Doo   |
| Gus Van Sant              | Él mismo                                      |
| Diedrich Bader            | Gordon, guardia de seguridad de Miramax       |
| Seann William Scott       | Brent                                         |
| George Carlin             | Autoestopista                                 |
| Carrie Fisher             | Monja                                         |
| Judd Nelson               | Sheriff                                       |
| Jon Stewart               | Reg Hartner                                   |
| Tracy Morgan              | Pumpkin Escobar                               |
| Jason Biggs               | Él mismo                                      |
| James Van Der Beek        | Él mismo                                      |

Además, los actores que retoman antiguos papeles son:
- Ben Affleck hace de Holden McNeil, personaje de Persiguiendo a Amy.
- Jason Lee hace de Banky Edwards, personaje de Persiguiendo a Amy, y de Brodie Bruce, personaje de Mallrats.
- Joey Lauren Adams hace Alyssa Jones, personaje de Persiguiendo a Amy.
- Jeff Anderson hace de Randal Graves, personaje de Clerks.
- Scott Mosier hace de William Black, personaje de Clerks.
- Brian O'Halloran hace de Dante Hicks, personaje de Clerks.
- Renee Humphrey hace de Tricia Jones, personaje de Mallrats.

También hay actores que ya habían aparecido en otras películas de Smith pero que en esta hacen otro papel:
- Ben Affleck aparte de hacer de Holden McNeil hace de sí mismo.
- Matt Damon hace de sí mismo y de Will Hunting. Había aparecido en Persiguiendo a Amy, Dogma y posteriormente aparecería en Jersey Girl.
- Shannen Doherty hace de sí misma. Había aparecido en Mallrats.
- Carmen Llywelyn hace de la Guapa Pelirroja. Había aparecido en Persiguiendo a Amy.
- Chris Rock: hace de Chaka Luther King. Había aparecido en Dogma.